# Шмаково (Кетовський район)
Шма́ково (рос. Шмаково) — село у складі Кетовського району Курганської області, Росія. Адміністративний центр Шмаковської сільської ради.
Населення — 1319 осіб (2010, 1472 у 2002).